# Liste der Monuments historiques in Évillers
Die Liste der Monuments historiques in Évillers führt die Monuments historiques in der französischen Gemeinde Évillers auf.

## Liste der Objekte
| Bezeichnung                       | Beschreibung | Standort                                        | Kennzeichnung | Schutzstatus | Datum | Bild |
| --------------------------------- | --- | ----------------------------------------------- | ------------- | ------------ | ----- | ---- |
| Hauptaltar                        | Altartisch, Tabernakel, Retabel, zwei Skulpturen und die Wandvertäfelung des Chorraums; Marmor, Stuck und Holz, farbig gefasst und vergoldet, 18. Jahrhundert | in der Kirche Notre-Dame-de-l’Assomption (Lage) | PM25001654    | Classé       | 1978  |      |
| Kanzel                            | Eichenholz, bezeichnet 1751, Augustin Fauconnet zugeschrieben                                                                                                 | in der Kirche Notre-Dame-de-l’Assomption (Lage) | PM25000699    | Classé       | 1916  |      |
| Antoniusaltar                     | linker Seitenaltar; Altartisch und Retabel; Stuck, farbig gefasst, 1756                                                                                       | in der Kirche Notre-Dame-de-l’Assomption (Lage) | PM25000700    | Classé       | 1978  |      |
| Marienaltar                       | rechter Seitenaltar; Altartisch und Retabel; Stuck, farbig gefasst, 18. Jahrhundert (?)                                                                       | in der Kirche Notre-Dame-de-l’Assomption (Lage) | PM25000701    | Classé       | 1978  |      |
| Zwei Beichtstühle                 | Eichenholz, bezeichnet 1775, Augustin Fauconnet zugeschrieben                                                                                                 | in der Kirche Notre-Dame-de-l’Assomption (Lage) | PM25000702    | Classé       | 1978  |      |
| Gemälde Stiftung des Rosenkranzes | Ölfarbe auf Leinwand, Ende des 17. Jahrhunderts | in der Kirche Notre-Dame-de-l’Assomption (Lage) | PM25002098    | Inscrit      | 2003  |      |
| Sechs Leuchter                    | Kupfer, vergoldet, um 1800 | in der Kirche Notre-Dame-de-l’Assomption (Lage) | PM25002104    | Inscrit      | 1975  |      |
| Taufbecken                        | Stein, Stuck, 18. Jahrhundert | in der Kirche Notre-Dame-de-l’Assomption (Lage) | PM25002105    | Inscrit      | 1978  |      |
| Gemälde Mariä Himmelfahrt         | Ölfarbe auf Leinwand, 19. Jahrhundert | in der Kirche Notre-Dame-de-l’Assomption (Lage) | PM25002106    | Inscrit      | 1978  |      |